# Ruta 1615 (Lima)
La ruta 1615 o "la F" es una ruta de transporte público de la ciudad de Lima, que conecta los distritos de Carabayllo y Lince. El trayecto de esta ruta consta de 101 y 103 paradas dependiendo de la dirección y dura aproximadamente entre 2 y 3 horas.

## Características
Esta ruta de transporte público está administrada por la Empresa de Transportes Palmari S.A., y comparte similitud con las rutas 1503, 1504, 1513, 1514, 1611 y 1704, que transitan por el recorrido Carabayllo - Universitaria - Plaza San Miguel.

### Autorización
La ruta 1615 se encuentra autorizada por la Municipalidad Metropolitana de Lima (MML) y la Autoridad de Transporte Urbano (ATU).

## Trayecto
Los autobuses de la ruta 1615 (aprox. 70) comienzan a operar a las 5:00 a.m. y terminan a las 11:00 p.m. por los distritos de Carabayllo, Comas, Los Olivos, San Martín de Porres, Lima, Pueblo Libre, San Miguel, Magdalena del Mar, San Isidro, Jesús María y Lince en la provincia de Lima; pasando por importantes lugares, tales como los clubes metropolitanos Manco Cápac, Sinchi Roca y Lloque Yupanqui, las estaciones del Metropolitano Chimpu Ocllo, Los Incas, Andrés Belaúnde, 22 de Agosto y Universidad, las universidades de Ciencias y Humanidades, San Marcos, Católica, la Plaza San Miguel, el Real Plaza Salaverry y el hospital Rebagliati.

### Terminales
Su terminal de ida se encuentra en el centro poblado Punchauca, en Carabayllo y su terminal de vuelta se encuentra en la urbanización Risso, en Lince.

### Recorrido
| Dirección               | Avenidas y calles |
| ----------------------- | --- |
| Ida Hacia Lince         | Av. Túpac Amaru - Av. Chimpu Ocllo - Av. Universitaria - Av. Óscar Raimundo Benavides - Av. Aurelio García y García - Av. Venezuela - Av. Universitaria - Av. Lima - Jr. San Martín - Jr. Francisco Bolognesi - Av. Antonio José de Sucre - Jr. Junín - Av. Javier Prado Oeste - Av. Salaverry - Av. Edgardo Rebagliati.                      |
| Vuelta Hacia Carabayllo | Av. Arenales - Av. Julio Tello - Jr. Francisco de Zela - Av. Cesar Canevaro - Av. Salaverry - Av. Javier Prado Oeste - Av. Brasil - Jr. Cuzco - Av. Antonio José de Sucre - Jr. Grau - Av. Tacna - Jr. Independencia - C. Diego Quispe Tito - Av. Universitaria - Av. Ramón Herrera - Av. Universitaria - Av. Chimpu Ocllo - Av. Túpac Amaru. |

Actualmente la ruta 1615 solo dirige hasta el cruce del Jr. Bolognesi con la Av. Sucre en Magdalena del Mar.

## Rutas relacionadas
1502 (Puente Piedra - Lima),1503 (Carabayllo - San Miguel), 1504 (Carabayllo - Pueblo Libre), 1513 (Carabayllo - Magdalena del Mar), 1514 (Carabayllo - San Miguel), 1604 (Carabayllo - Lince), 1611 (Puente Piedra - Lince), 1901 (Puente Piedra - La Perla).